# Казахстан на «Детском Евровидении»
Казахстан 25 июля 2018 года на официальном сайте «Детского Евровидения» был опубликован список участников 2018 года, в котором было сказано о дебюте страны на конкурсе Детское Евровидение – 2018 в Минске, Беларусь.
Поскольку в Казахстане несколько официальных языков, участники из Казахстана могут петь на казахском, английском и русском языке.

## Участники
Победитель
     Второе место
     Третье место
     Четвёртое место
     Пятое место
     Последнее место
     Не участвовала или была дисквалифицирована
     Несостоявшееся участие
| Год                              | Место проведения | Исполнитель                       | Песня                                 | Перевод                | Язык                   | Место | Баллы |      |       |                  |                         |               |                       |   |     |
| -------------------------------- | ---------------- | --------------------------------- | ------------------------------------- | ---------------------- | ---------------------- | ----- | ----- | ---- | ----- | ---------------- | ----------------------- | ------------- | --------------------- | - | --- |
| Год                              | Место проведения | Исполнитель                       | Песня                                 | Перевод                | Язык                   | Место | Баллы | 2018 | Минск | Данэлия Тулешова | «Òzińe Sen» (Өзіңе сен) | «Верь в себя» | Казахский, английский | 6 | 171 |
| 2019                             | Гливице          | Ержан Максим                      | «Armanyńnan Qalma» (Арманыңнан қалма) | «Не отступай от мечты» | Казахский, английский  | 2     | 227   |      |       |                  |                         |               |                       |   |     |
| 2020                             | Варшава          | Каракат Башанова                  | «Forever»                             | «Навсегда»             | Казахский, английский  | 2     | 152   |      |       |                  |                         |               |                       |   |     |
| 2021                             | Париж            | Алинур Хамзин и Бекнур Жанибекулы | «Ertegı älemı» (Ертегі әлемі)         | «Сказочный мир»        | Казахский, французский | 8     | 121   |      |       |                  |                         |               |                       |   |     |
| 2022                             | Ереван           | Давид Чарлин                      | «Jer-Ana (Mother Earth)» (Жер-Ана)    | «Мать-Земля»           | Казахский, английский  | 15    | 47    |      |       |                  |                         |               |                       |   |     |
| Не участвовал с 2023 по 2025 год |                  |                                   |                                       |                        |                        |       |       |      |       |                  |                         |               |                       |   |     |

## История

### Детское Евровидение 2003—2017
Казахстан не принимал участие в песенном конкурсе Детское Евровидение.

### Детское Евровидение — 2018
В 2018 году Казахстан впервые принял участие в Детском Евровидение.
Приём заявок на участие в Национальном отборочном туре Хабар начал 1 августа 2018 года. Заявки принимались до 31 августа 2018 года.
Финал национального отбора состоялся 22 сентября 2018 года.
| №  | Исполнитель        | Песня                      | Баллы телезрителей | Баллы жюри | Сумма баллов | Место |
| -- | ------------------ | -------------------------- | ------------------ | ---------- | ------------ | ----- |
| 1  | Зере Амирбекова    | «Қос қанат»                | 7                  | 2          | 9            | 8     |
| 2  | Санат Асуат        | «Yerekshe»                 | 8                  | 3          | 11           | 4     |
| 3  | Миржан Жидебай     | «Елестер»                  | 8                  | 12         | 20           | 2     |
| 4  | Мария Затварницкая | «Бақытың мен»              | 6                  | 5          | 11           | 5     |
| 5  | Суйкым Кабылбек    | «Елге сәлем»               | 2                  | 1          | 3            | 10    |
| 6  | Жанеля Калдыбек    | «Әлемді махаббат сақтайды» | 3                  | 7          | 10           | 6     |
| 7  | Ержан Максим       | «Елімді сүйемін»           | 10                 | 8          | 18           | 3     |
| 8  | Динар Надирбекова  | «Бұл әлем ертегідей»       | 5                  | 4          | 9            | 9     |
| 9  | Бинура Саудабай    | «Арнау»                    | 4                  | 6          | 10           | 7     |
| 10 | Данелия Тулешова   | «Өзіңе сен»                | 12                 | 10         | 22           | 1     |

Победившая в национальном отборе Данелия Тулешова с песней «Өзіңе сен» представила Казахстан на Детском Евровидение 2018. Данелия Тулешова заняла 6 место, набрав 171 баллов.

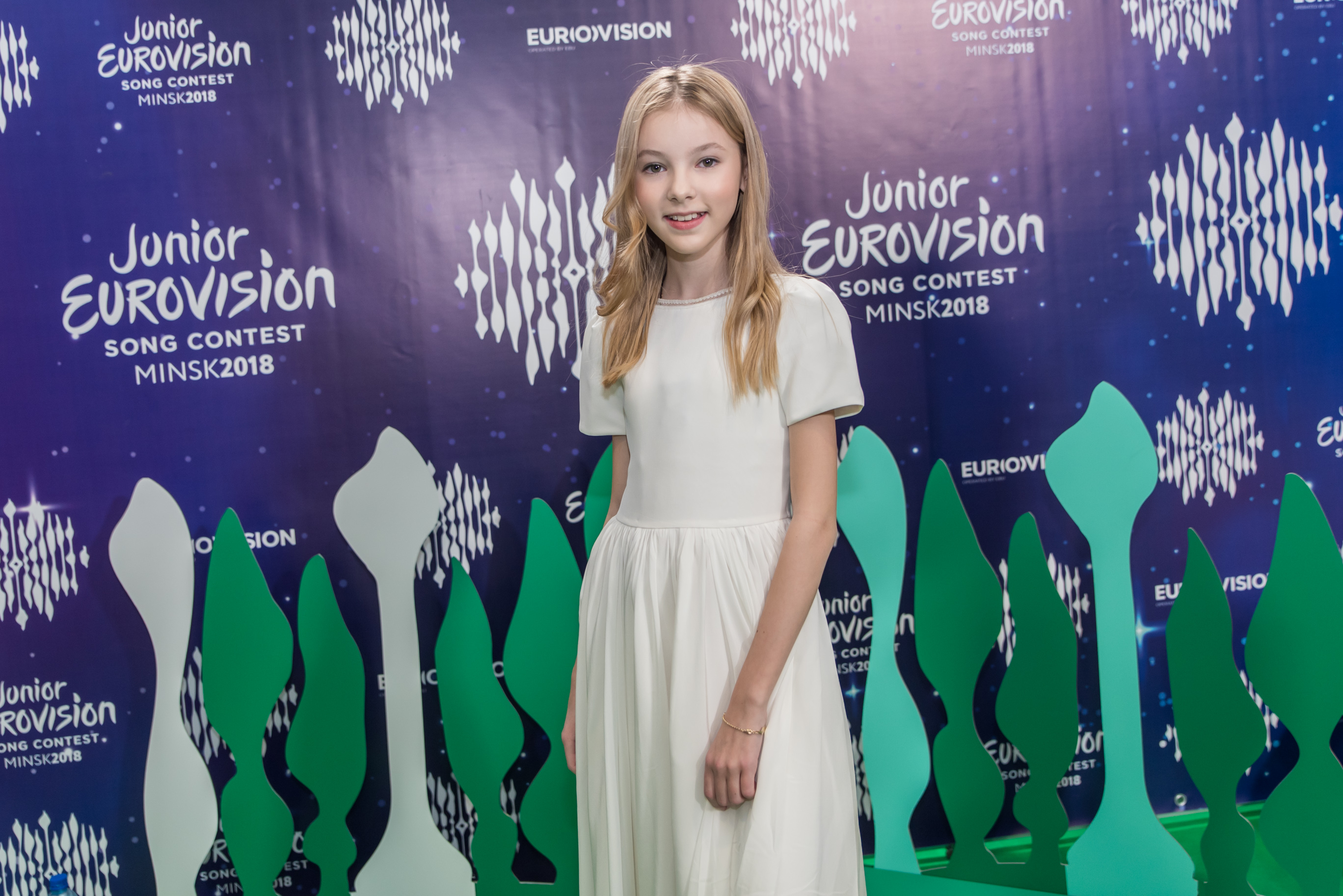
Данелия Тулешова (Детское Евровидение-2018)

### Детское Евровидение — 2019
В 2019 году Казахстан представлял Ержан Максим с песней «Armanyńnan Qalma». По результатам голосования профессионального жюри и зрителей Ержан набрал 227 баллов, и занял 2 место (среди исполнителей из 19 стран, принимавших участие в 2019 году).

### Детское Евровидение — 2020

#### Национальный отбор
Приём заявок на участие в Национальном отборочном туре Хабар ТВ начал 11 августа 2020 года. Заявки принимались до 20 августа 2020 года. Из 684 поданных заявок жюри отобрало 30 заявок для онлайн-полуфинала.
В состав жюри вошли:
- Женис Сейдуллаулы (композитор)
- Багым Мухитденова (музыкальный продюсер)
- Кайрат Бекенов (певец и композитор)
- Ерлан Бекчурин (музыкальный продюсер)
- Жанар Дугалова (певица, победительница Тюрквидения — 2014)
- Амре (певец)
- Диная (певица)
- Мади Сыздыков (певец).

31 августа 2020 года Хабар раскрыл имена композиторов, которые были приглашены для написания песен-конкурсов для финалистов. Приглашенными композиторами были:
- Али Окапов
- Арман Дуйсенов
- Бауыржан Бимахан
- Хамит Шангалиев
- Радион Тен
- Руслан Шерназар
- Шырын Базаркулова
- Ербол Нариманулы

Полуфинал Национального отборочного тура проходил онлайн с 24 по 31 августа 2020 года, и пользователи могли проголосовать за свои любимые заявки на официальном сайте Khabar. Двенадцать заявок, набравших наибольшее количество голосов, прошли в финал национального конкурса, который транслировался по телевидению.
Финал Национального отборочного тура состоялся 26 сентября 2020 года. Двенадцать участников конкурса приняли участие в прямом эфире, в котором победитель был определён путем комбинации голосов 50/50 членов жюри, состоящих из профессионалов в области музыки, и публичного голосования по SMS.
| №  | Исполнитель          | Песня               | Жюри   | SMS-Голосование | Всего  | Место |
| -- | -------------------- | ------------------- | ------ | --------------- | ------ | ----- |
| 1  | Ислам Сайполда       | «Отан»              | 3.6 %  | 7.4 %           | 11.0 % | 11    |
| 2  | Тлеубек Айгерим      | «Winner»            | 13.2 % | 11.0 %          | 24.2 % | 3     |
| 3  | Камила Газизкызы     | «Жетелейді арман»   | 12.1 % | 2.3 %           | 14.4 % | 6     |
| 4  | Жан Маким            | «Brave Heart»       | 9.1 %  | 5.3 %           | 14.4 % | 6     |
| 5  | Нуршат Кусанова      | «Туған жер»         | 5.1 %  | 5.6 %           | 10.7 % | 12    |
| 6  | Сания Алтынбеккызы   | «Өмір белес»        | 7.7 %  | 6.4 %           | 14.1 % | 8     |
| 7  | Махинур Турсунова    | «Ұлы даланың әуені» | 10.0 % | 2.7 %           | 12.7 % | 10    |
| 8  | Айдана Жумажан       | «Heal the World»    | 7.1 %  | 5.8 %           | 12.9 % | 9     |
| 9  | Акжибек Манарбеккызы | «Жер-Ана»           | 8.8 %  | 6.7 %           | 15.5 % | 5     |
| 10 | Адия Бурханова       | «Muza»              | 5.0 %  | 13.5 %          | 18.5 % | 4     |
| 11 | Каракат Башанова     | «Forever»           | 14.4 % | 11.5 %          | 25.9 % | 1     |
| 12 | Айым Мукитанова      | «Celebrate»         | 4.0 %  | 21.1 %          | 25.1 % | 2     |

Победившая в национальном отборочном туре Каракат Башанова с песней «Forever» представляла Казахстан на Детском Евровидение — 2020. Каракат Башанова заняла 2 место, набрав 152 балла.

### Детское Евровидение — 2021

#### Национальный отбор
Участие Казахстана в конкурсе 2021 года было подтверждено 2 сентября 2021 года после получения приглашения к участию от Европейского вещательного союза. Телеагентство Хабар объявил во время пресс-конференции 29 сентября 2021 года, что исполнители смогут подать свои заявки на национальный отбор до 6 октября 2021 года. Из всех поданных заявок, жюри в составе семи человек выберет 30 номеров для онлайн-полуфинала..
Национальный отбор проводился в четыре этапа:

1) первый этап: с 29 сентября по 6 октября 2021 года — прием заявок участников и музыкальных материалов (песни) на Сайте Организатора;

2) второй этап: 7 октября 2021 года — отбор заявок и просмотр музыкальных материалов экспертной группой.

3) третий этап: с 8 по 12 октября 2021 года онлайн-голосование зрителей на Сайте;

4) четвёртый этап: 6 ноября 2021 года — финал Национального отбора, в формате Гала-концерта.
В состав жюри вошли:
- Динара Бисембина (председатель телеагентства «Хабар»)
- Хамит Шангалиев (музыкальный продюсер, композитор, кавалер ордена «Құрмет»)
- Мадина Садвакасова (казахстанская поп-певица, победительница молодёжного конкурса «Жас қанат» (1999 г.), Заслуженный деятель Казахстана)
- Бексултан Кенишкалиев (обладатель государственной молодёжной премии «Дарын», победитель международного конкурса «Паланга-2019», обладатель 3-места международного конкурса «Славянский базар-2020»)
- Канат Айтбаев (певец, директор продюсерского центра DimashAli — организатора ежегодного фестиваля «Бақытты бала»)
- Ерлан Бекчурин (продюсер, аранжировщик, композитор, саунд-продюсер и аранжировщик Димаша Кудайбергена)
- Карлыгаш Абдикаримова («Деятель культуры» Республики Казахстан, директор международных конкурсов «Бозторғай», «Шаттық», член Международной ассоциации конкурсов и фестивалей, официальный представитель Казахстана на международном фестивале искусств «Славянский базар в Витебске»).

#### Онлайн-полуфинал (8-12 октября 2021)
6 октября 2021 года был завершён приём заявок на национальный отбор. Из поступивших 819 заявок, профессиональное жюри 7 октября отобрало 30 заявок для участия в онлайн-полуфинале национального отбора.
В 30 лучших исполнителей, которое отобрало жюри вошли:
     Первое место, прошла в финал 
     Второе место, прошел в финал
     Третье место, прошла в финал
     Четвертое место, прошел в финал
     Пятое место, прошел в финал
     Прошли в финал
     Не прошли в финал
| №  | Исполнитель        | Голоса | Место |
| -- | ------------------ | ------ | ----- |
| 1  | Ансар Адильханов   | 9618   | 16    |
| 2  | Айнель Аскарова    | 2416   | 22    |
| 3  | Сабрина Адильбек   | 1432   | 25    |
| 4  | Жан Маким          | 22481  | 7     |
| 5  | Есет Алжанов       | 1279   | 27    |
| 6  | Айганым Амантай    | 25720  | 1     |
| 7  | Шерхан Арыстан     | 875    | 29    |
| 8  | Амина Асгатова     | 24185  | 3     |
| 9  | Алтын Байтас       | 2487   | 21    |
| 10 | Бекнур Жанибекулы  | 25098  | 2     |
| 11 | Динмухамед Бериков | 19067  | 12    |
| 12 | Исатай Болатханулы | 4164   | 20    |
| 13 | Аружан Ермек       | 1203   | 28    |
| 14 | Айгерим Есмурзаева | 12571  | 14    |
| 15 | Абилкайыр Жумабай  | 21602  | 9     |
| 16 | Инжу Есимжан       | 4565   | 18    |
| 17 | Адель Кунадилова   | 11426  | 15    |
| 18 | Айя Курмангали     | 1684   | 24    |
| 19 | Баян Мухиден       | 1361   | 26    |
| 20 | Акнур Нуржанова    | 20357  | 11    |
| 21 | Сагын Омирбайулы   | 2396   | 23    |
| 22 | Армен Саакян       | 23463  | 4     |
| 23 | Камила Сагинбай    | 4384   | 19    |
| 24 | Далия Смагулова    | 7461   | 17    |
| 25 | Адина Суленова     | 21456  | 10    |
| 26 | Екатерина Табарина | 22610  | 6     |
| 27 | Аяна Толенова      | 761    | 30    |
| 28 | Алимжан Тогелбай   | 22361  | 8     |
| 29 | Алинур Хамзин      | 23444  | 5     |
| 30 | Ева Ширко          | 18704  | 13    |

Онлайн-полуфинал завершился 12 октября в 23:00 по времени Нур-Султан.

#### Финал (6 ноября 2021)
Финал национального отборочного тура состоялся 6 ноября 2021 года в Нур-Султане, по адресу Кунаева 4 в формате гала-концерта. Прямой эфир национального отбора транслировал Агентство Хабар. Десять финалистов национального отборочного тура приняли участие в прямом эфире, в котором победитель был определён путем комбинации голосов 50/50 — членов жюри, состоящих из профессионалов в области музыки, и публичного голосования по SMS.
| №  | Исполнитель        | Песня          | Жюри   | SMS-Голосование | Всего  | Место |
| -- | ------------------ | -------------- | ------ | --------------- | ------ | ----- |
| 1  | Алимжан Тугельбай  | «Сенем әлі»    | 7,8 %  | 9,3 %           | 17,1 % | 5     |
| 2  | Жан Маким          | «Биле»         | 8,1 %  | 6,0 %           | 14,1 % | 9     |
| 3  | Екатерина Табарина | «Фотомодель»   | 4,9 %  | 4,7 %           | 9,6 %  | 10    |
| 4  | Бекнур Жанибекулы  | «Human»        | 4,9 %  | 25,6 %          | 30,5 % | 1     |
| 5  | Суленова Адина     | «Әкешім»       | 3,4 %  | 12,4 %          | 15,8 % | 7     |
| 6  | Армен Саакян       | «Бала Махабат» | 11,7 % | 3,6 %           | 15,3 % | 8     |
| 7  | Айганым Амантай    | «Арманым»      | 10,9 % | 14,2 %          | 25,1 % | 4     |
| 8  | Амина Асгатова     | «Қимылда»      | 14,3 % | 2,2 %           | 16,5 % | 6     |
| 9  | Алинур Хамзин      | «Ертегі әлемі» | 17,1 % | 13,4 %          | 30,5 % | 1     |
| 10 | Абылхайыр Жумабай  | «Индиго бала»  | 16,7 % | 8,4 %           | 25,6 % | 3     |

По результатам SMS-голосования и оценок жюри на первом месте оказались сразу два победителя — Бекнур Жанибекулы с песней «Human» и Алинур Хамзин с песней «Ертегі әлемі», оба набравшие по 30,5 процента. Телеканал Хабар был вынужден прерваться на рекламу, чтобы жюри приняло решение и выбрало одного из них победителем. По решению жюри 19 декабря 2021 года в Париже, Казахстан представил дуэт, Алинур Хамзин и Бекнур Жанибекулы с песней «Ертегі әлемі»(«Мир сказок»).. В итоге они заняли 8 место, набрав 121 баллов. Бекнур Жанибекулы стал первым участником с ограниченными физическими возможностями в истории детского конкурса.[eutoday.net]

### Детское Евровидение — 2022
Представитель был выбран 13 августа 2022 года во время гала-концерта международного фестиваля детской музыки «Бақытты бала». 21 участник из 9 стран принимал участие, среди которых также была Мелани Гарсия — представительница Испании на «Детском Евровидении — 2019». В связи с тем, что не все участники могли бы представить Казахстан на «Детском Евровидении — 2022» (проживающие за пределами страны и те, кто старше 14 лет), право на участие в конкурсе не присуждалось автоматически одному из победителей. В конце концов, Давид Чарлин был выбран в качестве представителя, несмотря на то, что не занял ни одно из призовых мест. В финале Давид занял предпоследнее, 15 место, набрав 47 баллов. Это стало худшим результатом Казахстана: исполнитель впервые не попал в топ-10 лучших.

### Детское Евровидение — 2023
6 июня 2023 года Данияр Тусупбеков, директор департамента международного сотрудничества и дистрибуции агентства «Хабар», подтвердил информацию о том, что Казахстан не примет участие в конкурсе 2023 года. По мнению экспертов, он  не принимал участие в песенном конкурсе Детское Евровидение из-за финансовых проблем национального вещателя Казахстана.

### Детское Евровидение — 2024—2025
22 августа 2024 года, казахстанский телевещатель «Хабар» подтвердил, что страна не вернётся на «Детское Евровидение» в этом году из-за высоких затрат на участие, низких рейтингов и нового времени трансляции конкурса, которое телевещатель считает «сложным для основной аудитории». Тем не менее, «Хабар» также заявил, что телевещатель «не теряет надежды вернуться на конкурс в ближайшем будущем».

## Голоса за Казахстан (2018—2022)
| №  | Страна             | Казахстан Отдал | Казахстан Получил |
| -- | ------------------ | --------------- | ----------------- |
| 1  | Австралия          | 11              | 7                 |
| 2  | Азербайджан        | 10              | 16                |
| 3  | Албания            | 6               | 12                |
| 4  | Армения            | 23              | 14                |
| 5  | Беларусь           | 14              | 28                |
| 6  | Болгария           | 0               | 1                 |
| 7  | Великобритания     | 1               | 0                 |
| 8  | Германия           | 8               | 7                 |
| 9  | Грузия             | 30              | 31                |
| 10 | Ирландия           | 10              | 6                 |
| 11 | Израиль            | 7               | 0                 |
| 12 | Испания            | 13              | 18                |
| 13 | Италия             | 15              | 12                |
| 14 | Северная Македония | 12              | 13                |
| 15 | Мальта             | 11              | 30                |
| 16 | Нидерланды         | 11              | 25                |
| 17 | Польша             | 24              | 22                |
| 18 | Португалия         | 6               | 6                 |
| 19 | Россия             | 23              | 39                |
| 20 | Сербия             | 6               | 29                |
| 21 | Украина            | 23              | 28                |
| 22 | Уэльс              | 0               | 12                |
| 23 | Франция            | 25              | 14                |

## Комментаторы и глашатаи
| Год  | Комментаторы                      | Вещатель | Глашатай           |
| ---- | --------------------------------- | -------- | ------------------ |
| 2018 | Калдыбек Жайсанбай, Махаббат Эсен | Хабар    | Аружан Хафиз       |
| 2019 | Калдыбек Жайсанбай, Махаббат Эсен | Хабар    | Аружан Хафиз       |
| 2020 | Калдыбек Жайсанбай, Махаббат Эсен | Хабар    | Сания Жолжаксинова |
| 2021 | Калдыбек Жайсанбай, Махаббат Эсен | Хабар    | Зере Кабдолла      |
| 2022 | Ердана Ержанулы, Динара Саду      | Хабар    | Алаш Жумабек       |
| 2023 | Ердана Ержанулы, Динара Саду      | Хабар    | Не участвовала     |